# Expédition des Mille
Vous lisez un « article de qualité » labellisé en 2011.
Batailles
- Calatafimi
- Palerme
- Milazzo
- Reggio
- Castelfidardo
- Caiazzo
- Volturno
- Garigliano
- Gaète

L’expédition des Mille (en italien Spedizione dei Mille) est un épisode du Risorgimento italien survenu en 1860. Un corps de volontaires dirigé par Giuseppe Garibaldi débarque en Sicile afin de conquérir le royaume des Deux-Siciles, gouverné par les Bourbons.
Le projet est ambitieux et hasardeux puisqu’il s'agit de conquérir, avec un millier d’hommes, un royaume disposant d’une armée régulière et d'une marine puissante. L’expédition est un franc succès et se conclut par un plébiscite qui fait entrer Naples et la Sicile dans le royaume de Sardaigne, ultime conquête territoriale avant la création du royaume d’Italie, le 17 mars 1861.
L’expédition est l'une des seules actions souhaitées conjointement par les « quatre pères de la nation » italienne : Giuseppe Mazzini, Giuseppe Garibaldi, Victor-Emmanuel II et Camillo Cavour, qui poursuivent des objectifs divergents. Il est difficile d'en déterminer le véritable instigateur : Mazzini souhaite libérer le Mezzogiorno et Rome alors que Garibaldi souhaite conquérir, au nom de Victor-Emmanuel II, le royaume des Deux-Siciles et poursuivre vers Rome afin de terminer l’unité de l’Italie, ce que Cavour veut empêcher à tout prix afin d’éviter un conflit avec son allié français, Napoléon III, qui protège Rome.
L’expédition fait aussi naître une grosse équivoque et une incompréhension collective : pour les garibaldiens, il s’agit de réaliser l’Italie unifiée ; pour la bourgeoisie sicilienne, une Sicile autonome dans le cadre du royaume d’Italie ; et pour la masse des paysans, la fin de l’oppression et la distribution des terres.

## Contexte
La péninsule italienne est partagée depuis la chute de l’Empire romain en une multitude de petits États indépendants. La Révolution française et la constitution de la République cisalpine puis italienne et le royaume d'Italie (1805-1814) suscitent un sentiment national et républicain. Des mouvements insurrectionnels naissent alors. Certains d’entre eux sont récupérés par le royaume de Piémont-Sardaigne qui prend la tête du mouvement d’unification politique de la péninsule.
À la suite de l’entrevue de Plombières avec Napoléon III les 21 et 22 juillet 1858, et surtout après la signature du traité d'alliance défensive entre la France et le royaume de Sardaigne le 26 janvier 1859, le président du Conseil sarde Camillo Cavour commence les préparatifs de l’inévitable guerre destinée à chasser les Autrichiens du royaume de Lombardie-Vénétie créé par le congrès de Vienne de 1815.
Le 24 avril 1859, Cavour réussit à faire en sorte que l'Autriche déclare la guerre au royaume de Sardaigne. La deuxième guerre d'indépendance commence le 27 avril ; après la libération de la Lombardie, elle se termine le 11 juillet, à l'instigation du seul Napoléon III. Les termes de l'armistice de Villafranca reconnaissent au royaume de Sardaigne la Lombardie (à l'exception de Peschiera et Mantoue), mais pas la Vénétie qui ne revient au royaume d'Italie qu'à l'issue de la troisième guerre d'indépendance, en 1866.
Dès mai 1859, les populations du grand-duché de Toscane, de la légation des Romagnes (Bologne et la Romagne), du duché de Modène et du duché de Parme chassent leurs souverains respectifs et réclament leur annexion au royaume de Sardaigne, principalement grâce à l'action de membres de la Società nazionale italiana entraînés par le gouvernement piémontais,, tandis que les populations de l'Ombrie et des Marches subissent la dure répression du gouvernement pontifical, dont l'exemple le plus sanglant est le massacre de Pérouse.
Napoléon III et Cavour sont débiteurs l'un de l'autre : le premier depuis qu'il s'est retiré du conflit avant la libération prévue de Venise, le second parce qu'il a accepté que les mouvements insurrectionnels s'étendent aux territoires du centre et du nord de l'Italie. L'impasse est résolue le 24 mars 1860, quand Cavour signe la cession de la Savoie et de Nice à la France et obtient le consentement de l'Empereur pour l'annexion de la Toscane et de l'Émilie-Romagne au royaume de Sardaigne. Comme Cavour l'indique à l'émissaire français, les deux sont devenus « complices ».

## Objectifs et contraintes du Piémont

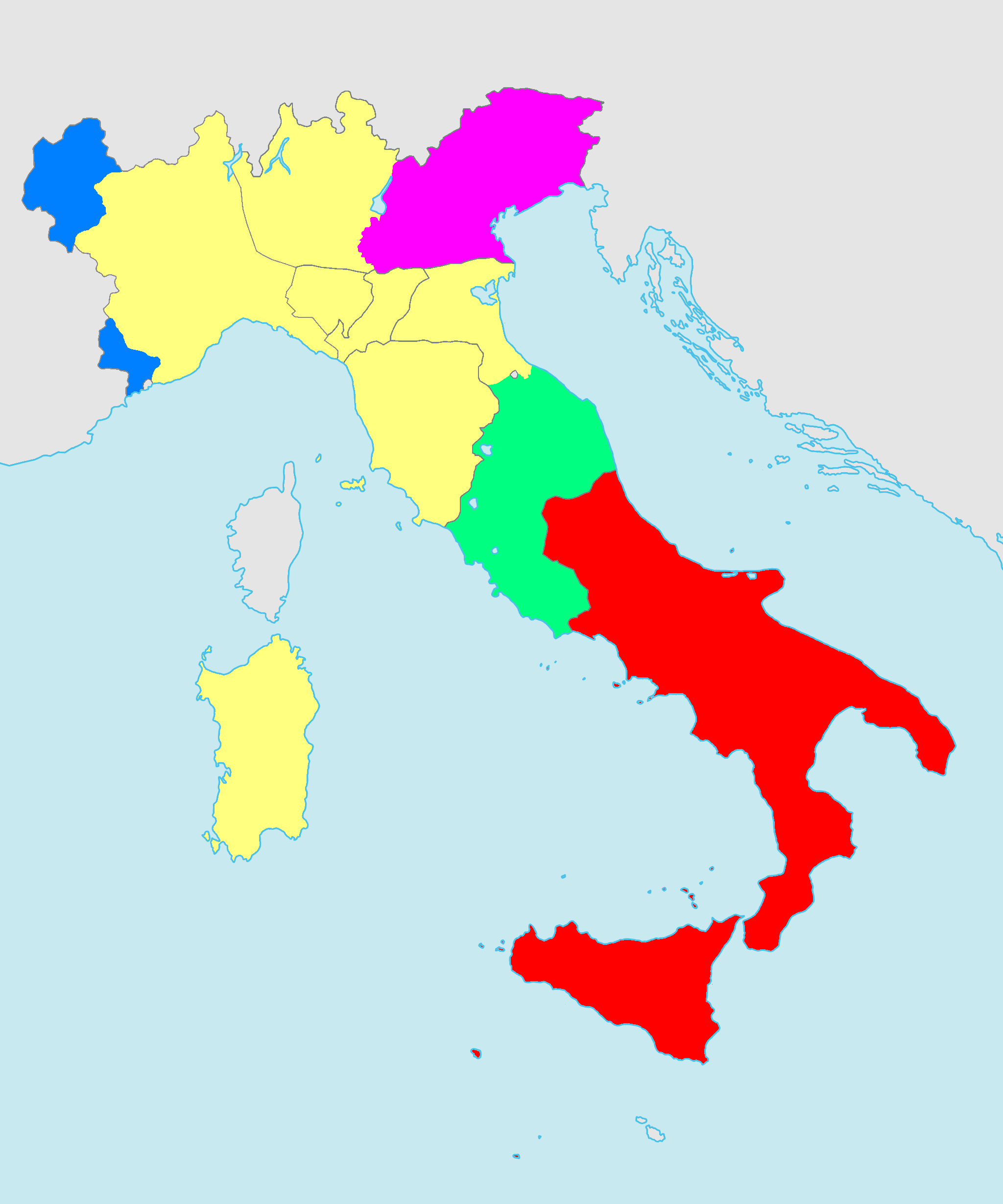
L'Italie en mars 1860
Savoie et Nice
Piémont-Sardaigne
Vénétie (Autriche)
États pontificaux
Deux-Siciles

En mars 1860, il ne reste, dans ce qui constitue la future Italie, que trois États : le royaume de Piémont-Sardaigne, les États pontificaux et le royaume des Deux-Siciles, auxquels il faut ajouter l'empire d'Autriche de François-Joseph qui possède encore de solides intérêts dans la péninsule italienne, avec la Vénétie, le Trentin, le Frioul et la région de Mantoue. Par ailleurs, la France tient à la fois le rôle de puissance protectrice du Pape et de principal allié du royaume de Piémont-Sardaigne, dont elle verrait cependant bien le territoire se limiter à l'Italie septentrionale. Cette ambiguïté permet à Napoléon III de conserver une influence importante sur les affaires italiennes, influence qui se révèle décisive en 1860. En effet, Napoléon III empêche, par son absence de soutien, une action du royaume de Sardaigne contre l'Autriche, et une action contre Rome par son opposition explicite. Il ne reste donc pour le Piémont qu'une seule cible : Naples.
Le royaume des Deux-Siciles doit faire face à une agitation anti-bourbonienne dans l'île de Sicile et présente des faiblesses. Tout d'abord, son monarque, François II, est jeune et inexpérimenté : il n'a que vingt-trois ans lorsqu'il succède à son père Ferdinand II le 22 mai 1859, moins d'un an avant l'expédition. D'autre part, le royaume est devenu une présence encombrante pour le Royaume-Uni, avec qui les relations sont très mauvaises depuis 1836 et la Question des soufres,. Enfin, le Royaume-Uni soutient le royaume de Sardaigne afin de contrer la politique française dans la péninsule. Les autres puissances européennes telles que l'Espagne, l'Autriche et la Russie, plus réactionnaires, se placent du côté des Deux-Siciles, mais conservent une attitude attentiste. Dans une Europe ainsi partagée, le royaume des Deux-Siciles se retrouve quelque peu isolé et ne peut plus compter que sur ses propres forces.
Le royaume du Sud est encore l'État le plus grand, et, théoriquement, le plus puissant de la péninsule. Il peut compter sur une armée de 93 000 hommes, auxquels s'ajoutent quatre régiments auxiliaires de mercenaires, et la flotte la plus puissante de toute la mer Méditerranée : onze frégates modernes, cinq corvettes et six brigantins à vapeur, ainsi que différents types de voiliers,. Enfin, comme Ferdinand II le dit, le royaume est protégé par « l'eau salée et l'eau bénite » (« dall'acqua salata e dall'acqua benedetta »), c'est-à-dire par la mer et la présence des États pontificaux qui, protégés par la France, font office d'État tampon et empêchent toute invasion terrestre du royaume.
Une action amorcée par François II en accord avec l'empereur François-Joseph a lieu à l'automne-hiver 1859 et revêt une importance particulière : les deux monarques soutiennent les revendications de Pie IX, de Léopold II de Toscane et des ducs de Modène et de Parme pour reprendre leurs possessions territoriales en Italie centrale. L'initiative s'oppose en fait directement aux intérêts de Turin et, par conséquent, de Paris, au moment où Napoléon III, pour justifier la guerre contre l'Autriche devant l'opinion publique française, doit annexer les territoires (objet des accords de Plombières) à la France.

## Avant l’expédition

### La recherche d’uncasus belli
Pour soumettre les Deux-Siciles, le royaume de Sardaigne a besoin d'une raison valable d'intervenir : il ne s'agit pas d'émettre une déclaration de guerre contre le royaume des Bourbons,, Cavour s'étant toujours présenté comme l'instrument du maintien de l'ordre auprès des puissances européennes. Le seul événement qui satisferait cette exigence serait un soulèvement de l'intérieur, qui prouverait la désaffection de la population envers la dynastie régnant sur Naples et, surtout, l'incapacité de François II à garantir l'ordre public dans ses territoires.
La Sicile est un terrain propice, comme le montre l'histoire des décennies précédentes. Les libéraux méridionaux, particulièrement ceux rentrés au pays après les amnisties accordées par le jeune roi après son accession sur le trône en mai 1859, travaillent dans ce sens.

### La situation interne du royaume des Deux-Siciles

Armoiries du royaume des Deux-Siciles.

Plusieurs rébellions ont éclaté dans le royaume des Deux-Siciles dans la première moitié du XIXe siècle, toutes réprimées par les Bourbons : l'insurrection de 1820, la révolution calabraise de 1847, la révolution indépendantiste sicilienne de 1848, l'insurrection calabraise de la même année, et le mouvement constitutionnel de Naples, toujours en 1848.
D'un point de vue militaire, maintenir des liens étroits avec l'empire d'Autriche est fondamental pour les Deux-Siciles. Par deux fois, les Bourbons retrouvent leur trône grâce à l'intervention des armées autrichiennes : en 1815, l'Autrichien Federico Bianchi défait l'armée de Joachim Murat, beau-frère de Napoléon, lors de la bataille de Tolentino et, en 1821, l'Autrichien Johann Maria Philipp Frimont bat les troupes de Guglielmo Pepe lors des batailles de Rieti et d'Antrodoco.
En 1860, cependant, la situation semble beaucoup plus favorable aux Bourbons : depuis 1821, en fait, l'armée reçoit un financement constant de la part du régime et elle est renforcée par des unités composées d'étrangers (notamment des Suisses) qui semblent fidèles à la maison régnante.
Les populations des provinces de la partie péninsulaire sont quant à elles généralement proches de la dynastie des Bourbons, comme le démontrent le succès du mouvement sanfédiste qui a renversé en 1799 la république parthénopéenne en massacrant les Jacobins du royaume de Naples, ainsi que la résistance anti-française de la période 1806-1815.

### Les mazziniens et la Sicile
En 1860, la seule force opposée aux Bourbons qui montre sa volonté de prendre les armes est l'autonomisme sicilien. Les souvenirs de la longue révolution de 1848 sont encore vifs dans l'île, où la répression par les Bourbons a été particulièrement dure. Par la suite, les tentatives du gouvernement napolitain de parvenir à un règlement politique sont restées sans effet. L'intolérance ne se limite pas aux classes dirigeantes, mais concerne une grande partie de la population urbaine et rurale qui s'associe au Risorgimento, comme le prouve son adhésion dans les rangs des volontaires de Garibaldi de Marsala à Messine, jusqu'à la bataille du Volturno.
Beaucoup de cadres dirigeants de la révolution de 1848 (y compris Rosolino Pilo et Francesco Crispi) ont fui à Turin. Ils participent à la deuxième guerre d'indépendance et adoptent une position politique résolument libérale et unitaire. Ce sont ces mazziniens qui voient, dans la Sicile insurrectionnelle, dans l'intervention de Garibaldi et dans la maison de Savoie, les éléments de base pour le succès de la cause unitaire. Le 2 mars 1860, Giuseppe Mazzini écrit une lettre d'incitation à la rébellion aux Siciliens et déclare : « Garibaldi est tenu d'accourir ».
Début mars, Pilo s'adresse à Garibaldi, d'abord en lui demandant des armes, puis en l'invitant à une intervention directe. Garibaldi juge inopportun tout mouvement révolutionnaire qui n'a pas une bonne chance d'aboutir. Il veut conduire la révolution si elle est demandée par le peuple, et au nom de Victor-Emmanuel II (Italia e Vittorio Emanuele),. Avec l'aide des populations locales et le soutien du Piémont, Garibaldi peut éviter l'échec comme les désastres des actions précédentes des frères Bandiera et de Carlo Pisacane.
Bien qu'il n'ait pas reçu le soutien de Garibaldi, Pilo se rend en Sicile le 25 mars avec l'intention de préparer le terrain pour une future expédition. Accompagné de Giovanni Corrao, un autre mazzinien, Pilo arrive à Messine et prend immédiatement contact avec les représentants des familles les plus importantes. De cette manière, il obtient l'appui des propriétaires fonciers. Les barons, en fait, une fois la force expéditionnaire débarquée, mettent à disposition leurs bandes, les . Pilo est tué dans un affrontement le 21 mai 1860.

### La révolte de la Gancia
La révolte débute le 4 avril à Palerme par un épisode immédiatement réprimé qui a pour protagonistes, sur le terrain, Francesco Riso et, loin du théâtre d'opération, Francesco Crispi, qui coordonne l'action des révoltés depuis Gênes. En dépit de son échec, l'action donne naissance à une série de manifestations et d'insurrections, dont la marche de Rosolino Pilo de Messine à Piana dei Greci du 10 au 20 avril. À ceux que Pilo rencontre le long du parcours, il annonce qu'ils doivent se tenir prêts « à l'arrivée de Garibaldi ». La nouvelle du soulèvement est confirmée sur le continent par un télégramme chiffré envoyé par Nicola Fabrizi le 27 avril. Le contenu du message n'est guère encourageant et accroît l'incertitude de Garibaldi au point qu'il renonce, dans un premier temps, à l'idée d'une expédition. Pour ceux qui soutiennent l'entreprise, c'est une déception. Francesco Crispi, qui avait décodé le télégramme, prétend s'être trompé et en fournit une nouvelle version, vraisemblablement falsifiée, qui convainc Garibaldi d'entreprendre l'expédition,.

## La préparation de l’expédition

### Le rôle de Cavour

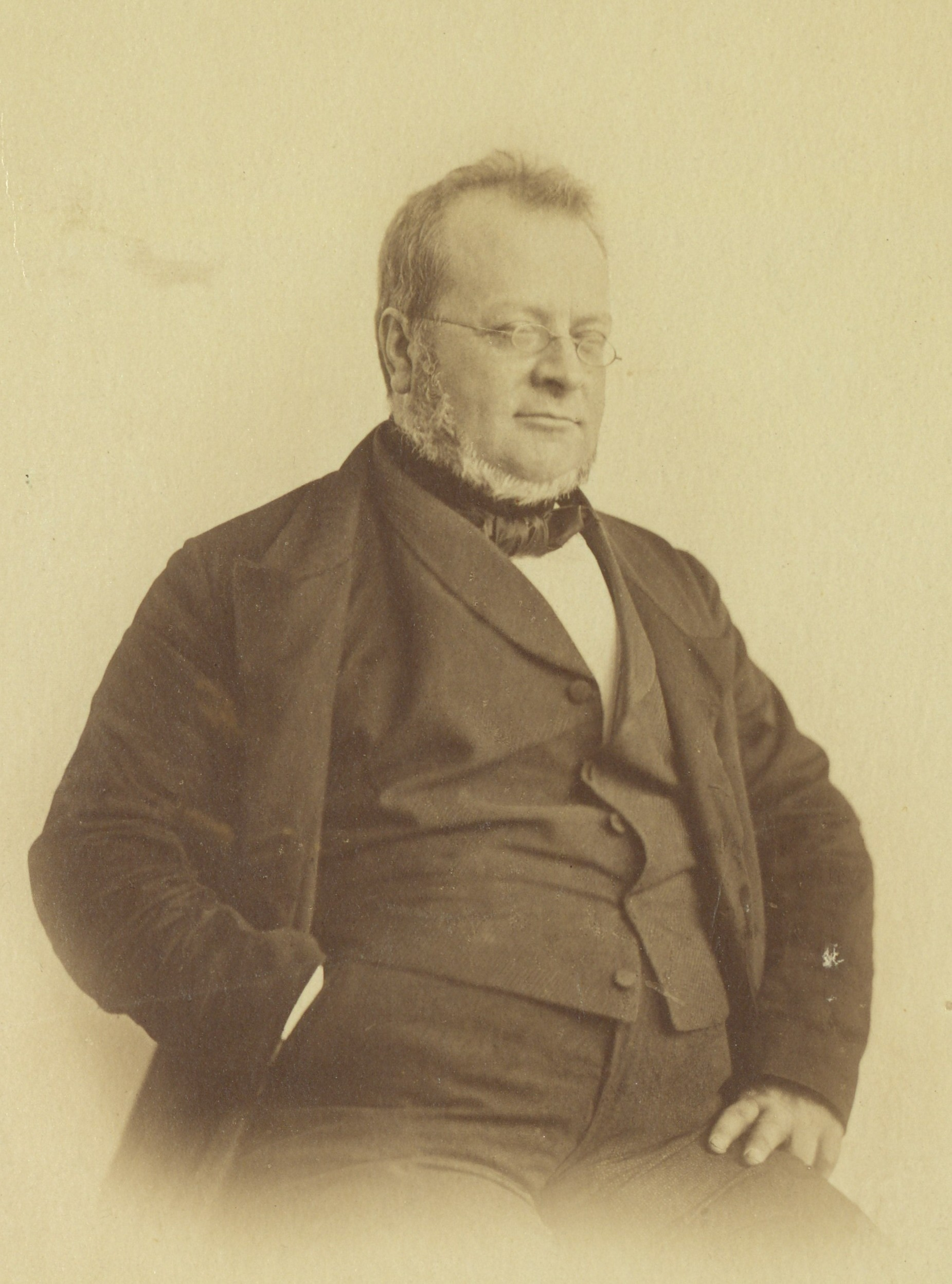
Camillo Benso, comte de Cavour.

Cavour juge l'expédition risquée : il craint qu'elle nuise aux relations avec la France, principalement parce qu'il soupçonne Garibaldi d'avoir Rome pour objectif. Toutefois, son prestige étant mis à mal par la cession de la Savoie et de Nice, il ne pense pas être en bonnes conditions pour exprimer son désaccord.
Par ailleurs, Garibaldi, pourtant proche des milieux républicains et révolutionnaires, est déjà en contact depuis un certain temps avec Victor-Emmanuel II pour ce projet. En dépit de ses idées républicaines, il accepte de collaborer avec la maison de Savoie depuis douze ans ; les contingences sont telles que Mazzini écrit : « Il ne s'agit plus de république ou de monarchie : il s'agit de l'unité nationale … d'être ou ne pas être ».
Pour Cavour, cependant, Garibaldi représente une « opportunité », parce qu'à travers lui, il est possible de déclencher ce « providentiel » soulèvement intérieur des Deux-Siciles qui « forcera » le royaume de Sardaigne à prendre des mesures pour assurer l'ordre public. Le Président du Conseil, par conséquent, décide d'attendre et d'observer l'évolution des événements, afin de profiter des éventuels développements favorables au Piémont : c'est seulement lorsque les chances de succès de l'expédition sont importantes que Cavour soutient ouvertement l'initiative.
Dans cette optique, Cavour envoie le 18 avril deux navires de guerre en Sicile : le Governolo et l'Authion. Officiellement, leur présence vise à assurer la protection des citoyens piémontais présents sur l'île mais, en réalité, ils doivent évaluer avec précision les forces en jeu. Dans le même temps, Cavour réussit, à travers Giuseppe La Farina (qui est envoyé après le débarquement en Sicile pour surveiller et maintenir le contact avec Garibaldi), à suivre toutes les phases préparatoires de l'expédition. Les derniers accords entre Cavour et Victor-Emmanuel II sont conclus lors d'une rencontre à Bologne, le 2 mai. Cavour accepte que le gouvernement, avec prudence, aide Garibaldi.

### Le corps expéditionnaire
Pendant ce temps, la force expéditionnaire est en pleine préparation et s'organise publiquement dans toute la péninsule : Bertani, Acerbi, Guernozi et Bixio s'activent à Gênes et Missori et Sirtori en Lombardie. Garibaldi, en vétéran de la campagne de Lombardie avec les chasseurs des Alpes, a fait la preuve de sa capacité de chef militaire, affrontant une armée régulière avec une armée légère constituée de volontaires. Pour cette expédition, il a recours au recrutement de volontaires après le refus du roi de lui confier la brigade de Gaetano Sacchi. Les tenues vestimentaires sont assez disparates, certains volontaires sont vêtus de chemises rouges, comme les volontaires italiens de la légion italienne commandée par Garibaldi en Uruguay.
Le budget alloué par le Piémont pour l'expédition s'élève à 7 905 607 lires ; il doit être imputé sur le budget du nouvel État unitaire. Les volontaires sont armés de vieux fusils provenant de la Società nazionale italiana de Giuseppe La Farina, mais sans munitions, ni poudre. Les 12 000 fusils Enfield achetés avec la souscription nationale « pour un million de fusils » lancée le 18 décembre 1859 et soutenue par les communes qui ont recueilli des sommes importantes, sont bloqués à Milan par le gouverneur de la ville, D'Azeglio, qui juge illicite une telle opération.
À son départ de Quarto (un quartier de Gênes), le corps expéditionnaire est composé de 1 162 hommes. Ces « Mille » proviennent principalement des régions du centre et du nord, et comprennent également des combattants étrangers. Ils sont pour la plupart étudiants, artisans, artistes, rarement paysans. L'expédition compte 250 avocats, 100 médecins, 20 pharmaciens, 50 ingénieurs et un aumônier, Alessandro Gavazzi, qui, critiquant radicalement l'institution de la papauté se fait protestant. Le plus jeune du groupe s'embarque à l'âge de 10 ans, huit mois et onze jours, avec son père, Luigi : il s'agit de Giuseppe Marchetti, né à Chioggia, le 24 août 1849. Le plus âgé, Tommaso Parodi, a presque 70 ans. Il y a aussi une femme, Rosalia Montmasson, épouse de Crispi, qui s'embarque travestie en homme.

### LePiemonteet leLombardo

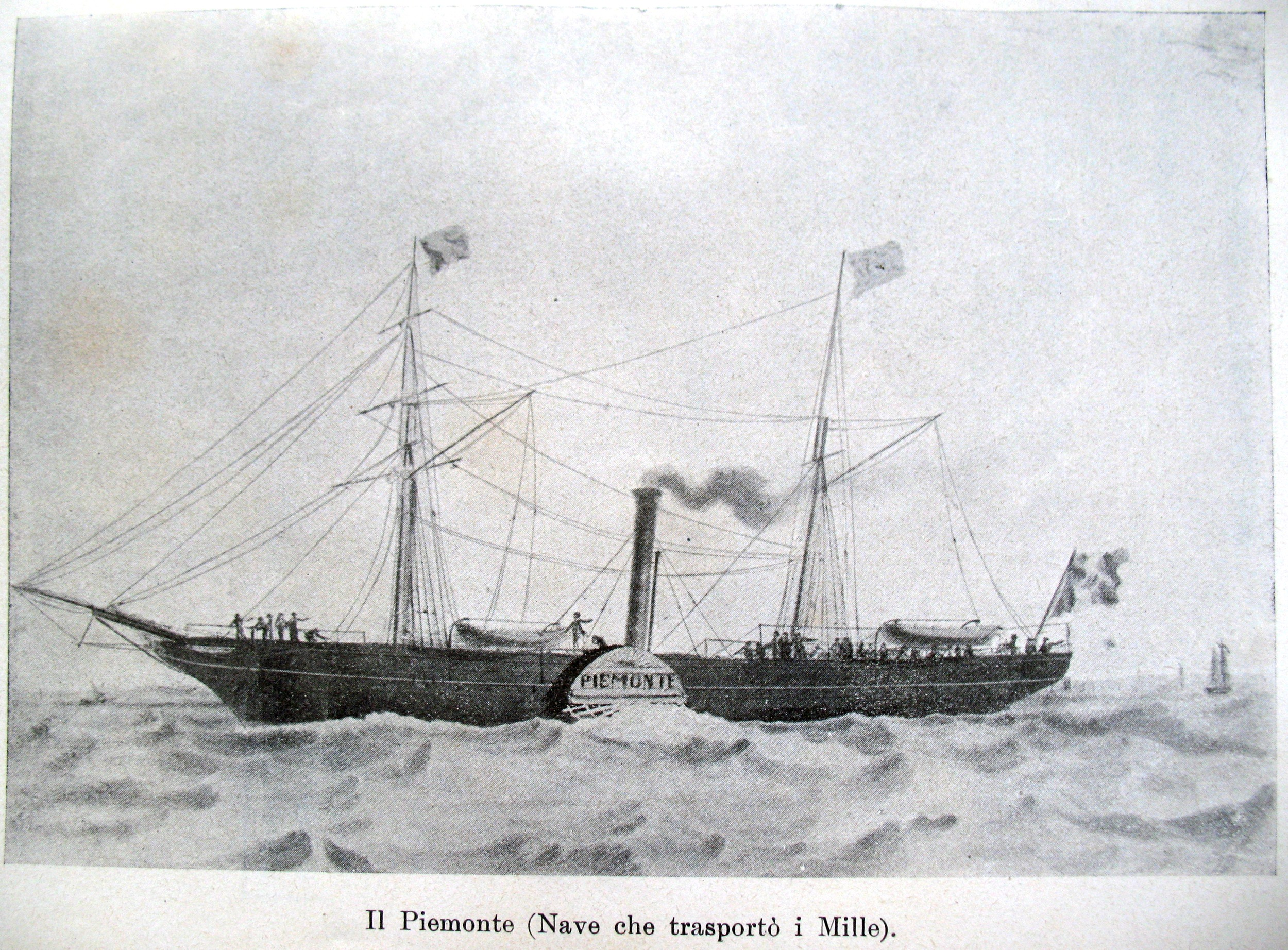
Le bateau à vapeur Piemonte.

Le 3 mai, un accord est signé à Modène par lequel deux navires sont mis à la disposition des garibaldiens afin qu'ils rejoignent la Sicile. L'avocat Ferdinando Riccardi et le colonel Alessandro Negri di San Front représentent l'État de Savoie. Tous deux liés aux services secrets du Piémont, ils ont la charge du bureau de haute surveillance politique et du bureau de l'information de la Présidence du Conseil des ministres du royaume de Sardaigne.
Le lendemain, 4 mai, l'accord est formalisé. Par acte devant le notaire Gioacchino Vincenzo Baldioli, dans son étude de la via Po à Turin, un contrat est conclu : le royaume de Sardaigne achète « temporairement » à l'armateur Raffaele Rubattino, par l'intermédiaire d'un employé de la société, Giovanni Battista Fauché, deux bateaux à vapeur, le Piemonte et le Lombardo, rendant bénéficiaire Giuseppe Garibaldi, représenté en la circonstance par un de ses hommes de confiance, Giacomo Medici. Le roi de Savoie et son premier ministre se portent garants de la dette.
Dans la soirée du 5 mai, l'expédition, méticuleusement contrôlée par les autorités piémontaises, prend la mer depuis Quarto, simulant, comme convenu, le vol des deux navires. En plus du prix d'achat des navires, la compagnie maritime Rubattino obtient, par décret dictatorial de Garibaldi du 5 octobre 1860, la somme de 1 200 000 lires à titre de compensation pour la perte du Piemonte et du Lombardo, estimée à environ 750 000 lires, ainsi que pour celle du bateau à vapeur Cagliari, estimé à 450 000 lires, qui avait été utilisé pour l'expédition de Pisacane en 1857 et pourtant rendu à son propriétaire par le gouvernement bourbonien.

## Le déroulement de l’expédition

### Le voyage

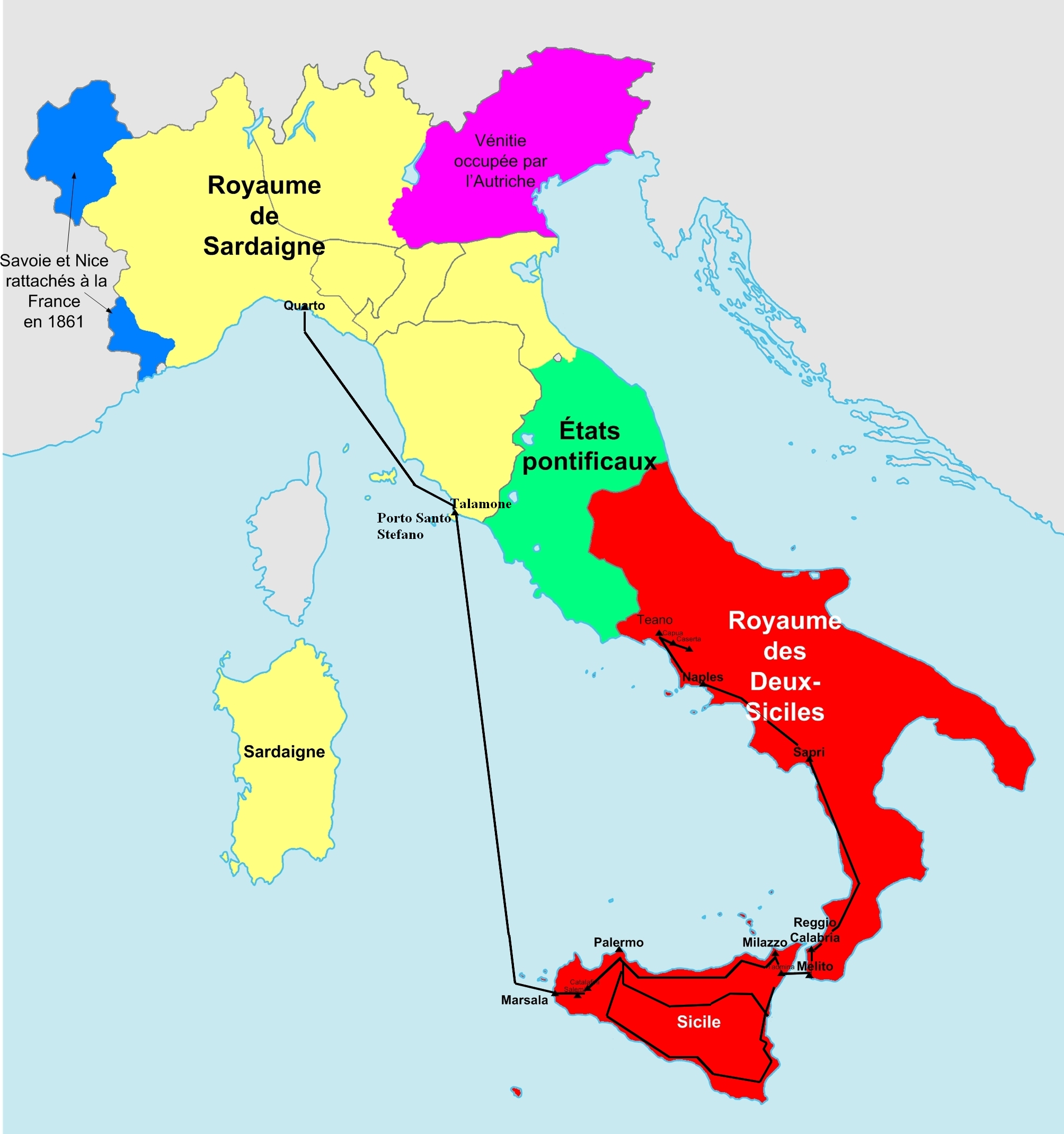
Le parcours de l’expédition.

Le 7 mai, ne disposant pas de munitions, ni de poudre, Garibaldi décide de s’arrêter à Talamone, sur la côte toscane, où il sait qu'il y a un fort militaire. En plus de munitions, il y récupère trois vieux canons et une centaine de carabines de la garnison de l’armée sarde stationnée dans le fort.
Le 8 mai, Cavour, inquiet des agissements de Garibaldi, ordonne (par l’intermédiaire du gouverneur de Cagliari) au commandant des forces navales sardes Carlo Pellion di Persano, qui est à la tête d’une division composée de trois frégates, d’arrêter l’expédition des Mille si Garibaldi fait escale dans un port de la Sardaigne, mais de ne pas s’interposer s’il poursuit sa route.
Un deuxième arrêt est effectué le 9 mai, dans les environs de Porto Santo Stefano (le chef-lieu de Monte Argentario), pour l’approvisionnement en charbon. Garibaldi obtient des armes et du charbon de manière officielle, en sa qualité de major-général de l’armée royale, titre qu'il a obtenu lors de la campagne de 1859.

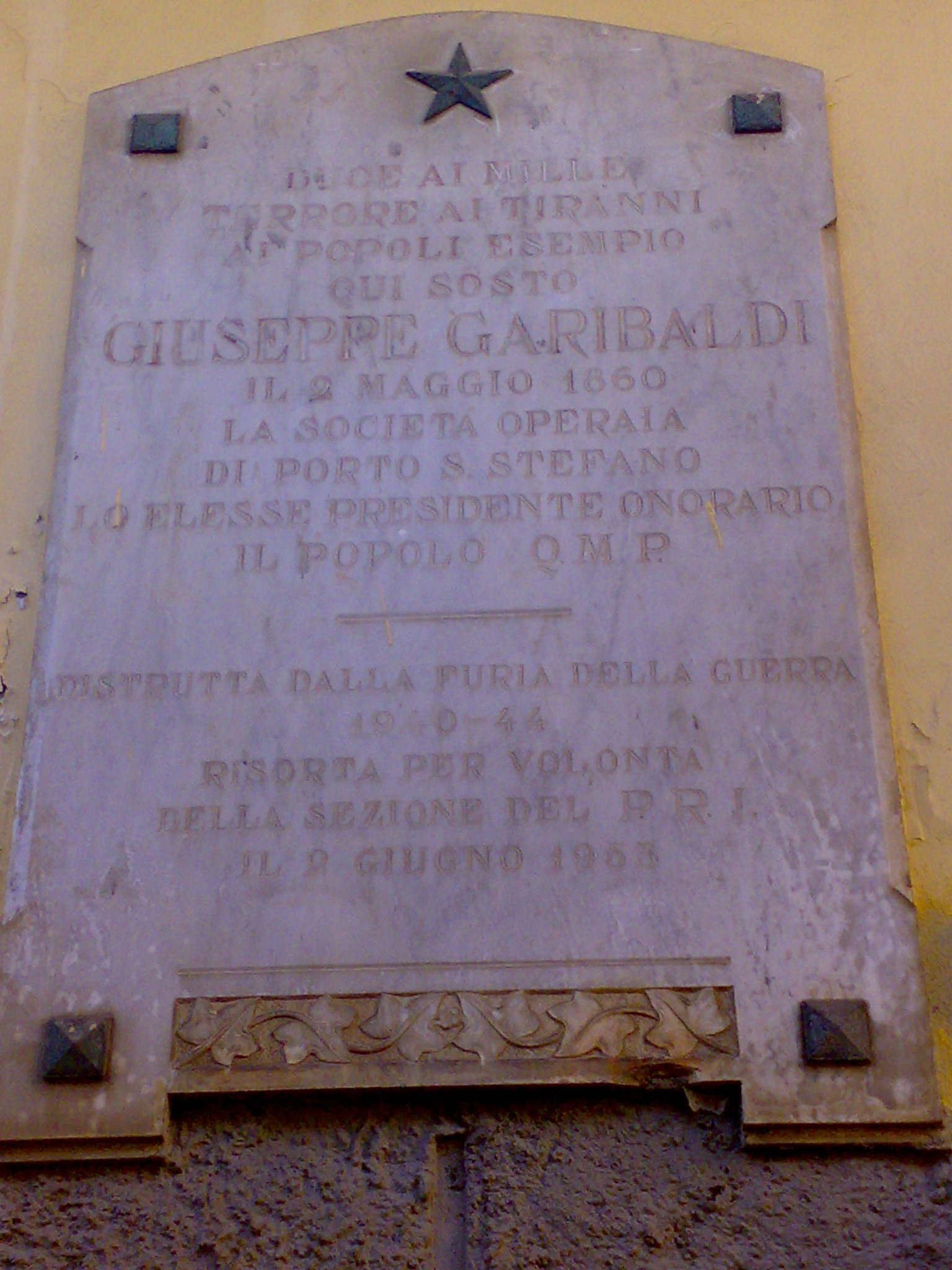
Plaque en mémoire de la présence des Mille à Porto Santo Stefano le 9 mai 1860.

Lors de l’escale, Garibaldi ordonne au colonel Callimaco Zambianchi et à 64 volontaires de quitter l’expédition pour tenter une insurrection dans les États pontificaux. Après avoir recruté 200 hommes supplémentaires dans la région, Zambianchi pénètre dans les territoires pontificaux et s’y livre au pillage. Apprenant la présence des garibaldiens, le colonel pontifical Georges de Pimodan leur barre le chemin près d’Orvieto avec une soixantaine de fusiliers. Après une brève confrontation, Zambianchi et ses hommes battent en retraite : Pimodan est soutenu par les paysans et il attend l’arrivée imminente des zouaves. Cet incident prouve à nouveau que toute la population de la péninsule n’est pas prête pour une insurrection.
Cavour, inquiet de l’éventuelle réaction de la France, alliée des États pontificaux, envoie le 10 mai un navire dans les eaux de la Toscane et ordonne l’arrestation de Zambianchi. Le colonel dévoile que son véritable objectif est les Abruzzes. Le plan de Zambianchi aurait consisté à détourner les troupes des Bourbons en leur faisant croire que Garibaldi traversait les territoires pontificaux pour attaquer les Abruzzes. Ce faisant, le gouvernement des Deux-Siciles aurait réduit la défense sur les côtes siciliennes, ce qui aurait permis à Garibaldi d’y débarquer sans coup férir.
Outre les 64 volontaires qui ont quitté le groupe, neuf républicains d’obédience mazzinienne abandonnent l’expédition lorsqu’ils réalisent qu’ils devront se battre pour la monarchie de Savoie. Les 1 089 autres hommes continuent le voyage.
En plus des navires piémontais, d’autres bateaux sillonnent les eaux de la mer Tyrrhénienne : l’amiral George Rodney Mundy, commandant adjoint de la Mediterranean Fleet de la Royal Navy, reçoit l’ordre de son gouvernement de prendre le commandement du gros des unités navales de sa flotte et de croiser dans la mer Tyrrhénienne et le détroit de Sicile, avec des escales fréquentes dans les ports du royaume des Deux-Siciles afin d’intimider les autorités bourboniennes et de collecter des informations, afin d’amoindrir la capacité de réaction des Bourbons.

### Le débarquement à Marsala

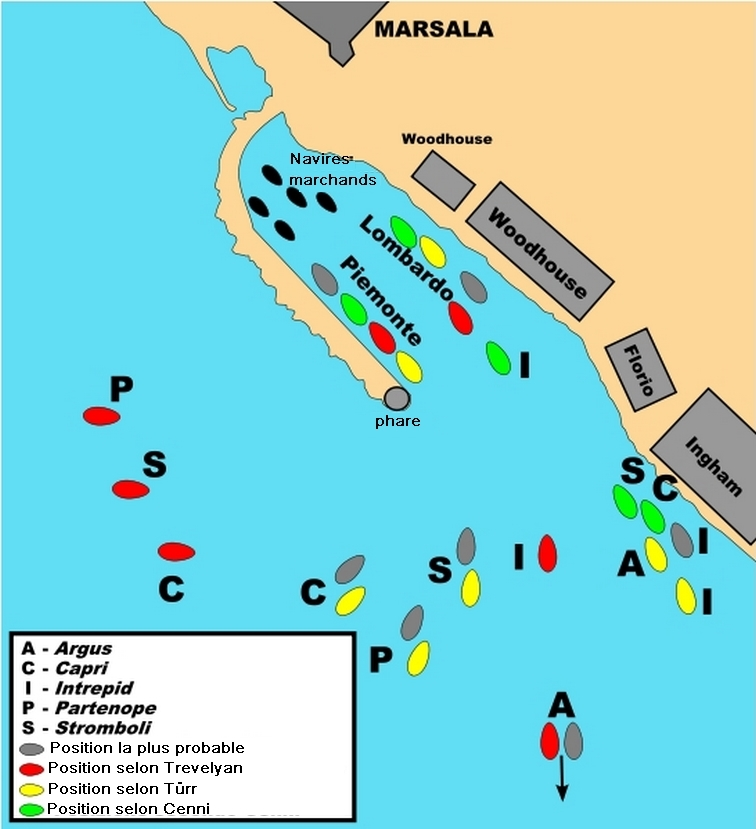
Plan du débarquement de l’expédition des Mille à Marsala.

Pour éviter les navires bourboniens, Garibaldi suit une route inhabituelle, se dirigeant vers l’île de Marettimo donnant ainsi le sentiment de vouloir faire escale en Tunisie. Garibaldi a l’intention de débarquer à Sciacca, mais il se déroute vers Marsala en apprenant de l’équipage d’un voilier anglais et d’un bateau de pêche que le port de la ville n'est pas protégé par les navires bourboniens. Leur absence convainc Garibaldi de se diriger vers Marsala, où les bateaux à vapeur arrivent le 11 mai pendant que la diplomatie piémontaise s’unit au chœur européen de protestations contre l’acte de piraterie du « bandit Garibaldi » : tel est le statut juridique de Garibaldi pour le Piémont. À Marsala, les garibaldiens ne reçoivent pas l’accueil espéré : la population montre peu d’enthousiasme, inquiète du débarquement de cette horde de conquistadors avec laquelle elle ne veut pas se compromettre. Seuls une soixantaine d'habitants les rejoignent. Leurs forces augmentent grâce aux débarquements successifs de troupes sardes habillées en civil et à la libération des prisonniers extraits des geôles bourboniennes,.

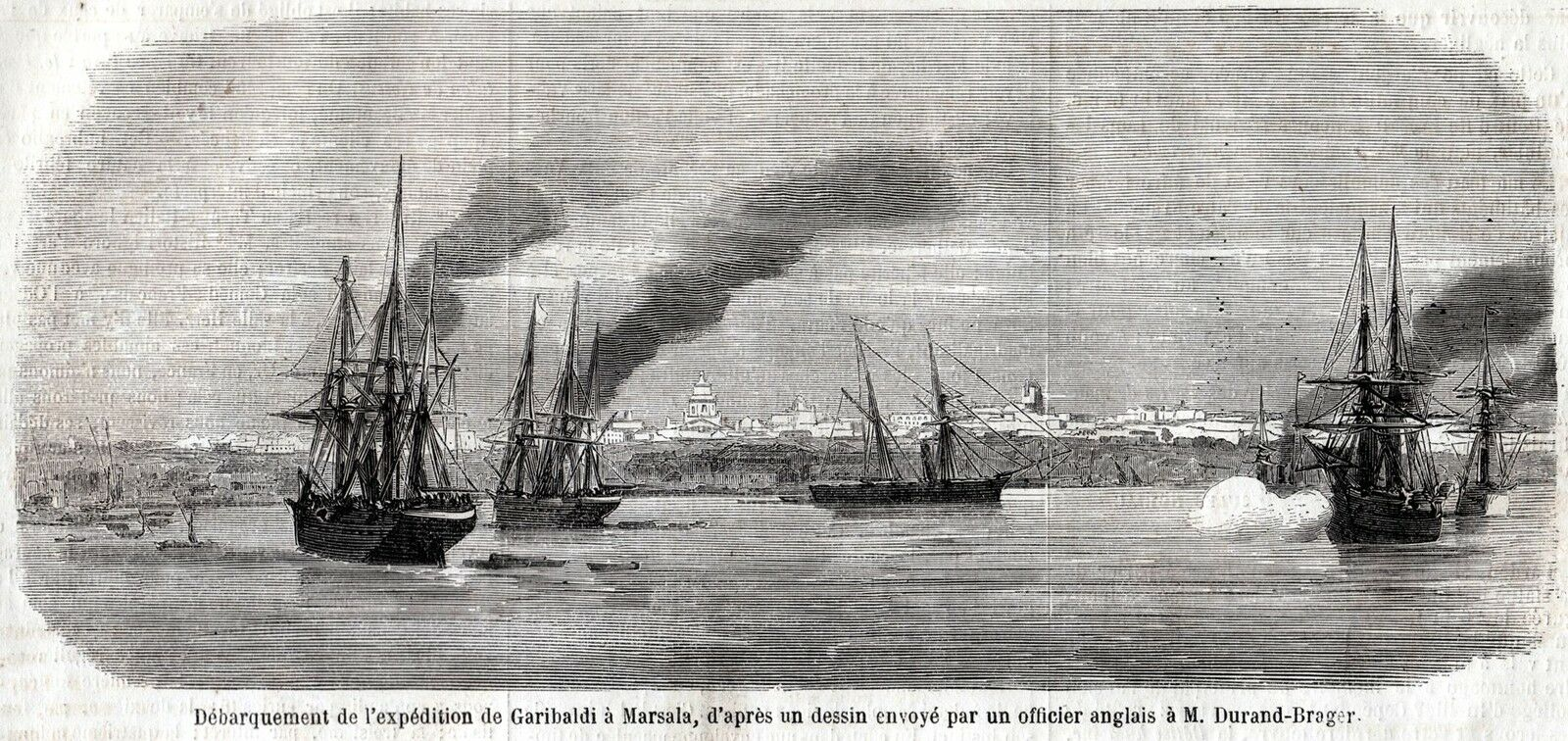
Le débarquement des Mille à Marsala, dessin d’un observateur officiel à bord d’un navire britannique.

Le débarquement de Garibaldi est favorisé par plusieurs circonstances, notamment la présence dans le port de Marsala de deux navires de guerre de la Royal Navy, l’Intrepid et l’Argus, venus protéger les entreprises britanniques de la localité, les magasins vinicoles Woodhouse et Ingham. L'action du commandant Acton de la marine royale des Deux-Siciles, aux commandes du Stromboli, s'en trouve entravée, et cette présence retarde l'arrivée des bateaux de guerre bourboniens dans les eaux de Marsala,. Les bombardements du Stromboli et du Partenope débutent alors que les garibaldiens ont déjà débarqué, ce qui s'avère stérile,.
En outre, les commandants bourboniens, ignorant les recommandations des services de renseignement napolitains, à peine un jour avant le débarquement, ont fait rapatrier à Palerme la colonne du général Letizia et du major d'Ambrosio pour faire face à la menace insurrectionnelle dans la capitale sicilienne.

## Les premières opérations en Sicile

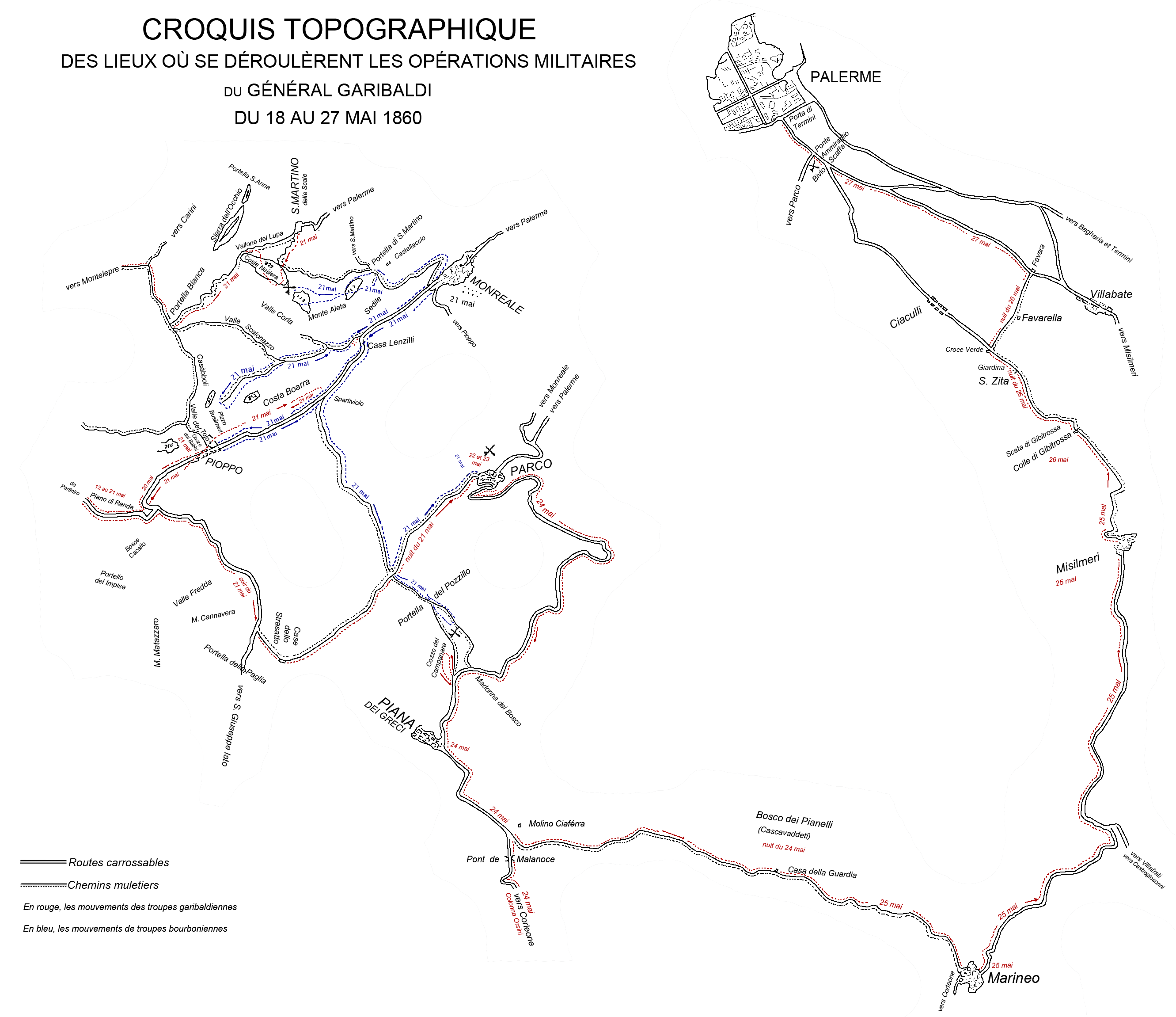
Les opérations militaires du 18 au 27 mai 1860

Le 12 mai, les garibaldiens quittent Marsala et progressent rapidement et facilement vers l'intérieur de l'île. Dans les jours qui suivent, un millier de volontaires siciliens se joignent à l'expédition, dont des prêtres franciscains. Les volontaires sont regroupés au sein d’une nouvelle structure militaire, les chasseurs de l'Etna, encadré par Giuseppe La Masa.
Le 14 mai 1860 à Salemi, après un accueil enthousiaste qui le rassure quant à la participation de la population, Garibaldi déclare assurer la dictature de la Sicile au nom de Victor-Emmanuel II.
Les Mille, assistés de 500  du baron Sant'Anna, connaissent un premier affrontement victorieux avec la bataille de Calatafimi le 15 mai contre près de 4 000 soldats bourboniens commandés par le général Lanza. Par un geste héroïque, Augusto Elia sauve la vie de Garibaldi mais il est alors gravement blessé au visage. Cette première victoire a un effet psychologique important, encourageant la population et démoralisant les troupes bourboniennes en diffusant la légende de l'invulnérabilité de Garibaldi.
Après Calatafimi, Garibaldi poursuit vers Palerme par Alcamo, Partinico et Renne. Vaincu à Calatafimi, Lanza remplace le prince de Castelcicala comme lieutenant général du roi et commandant en chef de l'armée. Après quelques escarmouches et quelques manœuvres de diversion vers l'intérieur, les garibaldiens arrivent à Palerme le 27 mai et s'apprêtent à entrer dans la ville, mais ils doivent d'abord traverser le Ponte dell'Ammiraglio, qui est aux mains des militaires bourboniens. Après un affrontement soutenu, les troupes des Bourbons abandonnent le poste et rentrent dans Palerme, une colonne par la Porta Termini et l'autre par la Porta Sant'Antonino.
Au cours des affrontements de la Porta Sant'Antonino et de la Porta Termini, le Hongrois Lajos Tüköry tombe alors que Benedetto Cairoli, Stefano Canzio et Nino Bixio sont blessés. Aidés par l'insurrection de Palerme (28-30 mai) à laquelle participent de futurs mafieux, dont Antonino Giammona, les garibaldiens et les insurgés combattent rue après rue et conquièrent toute la ville malgré les bombardements des navires bourboniens. Le 29 mai, les troupes des Bourbons contre-attaquent mais sont stoppées. Le 30 mai, barricadées dans la forteresse, elles demandent un armistice et l'obtiennent. Garibaldi conquiert Palerme et prend possession de l'or de la banque de Sicile. Le 2 juin, il nomme un gouvernement provisoire. Le 6, les troupes bourboniennes capitulent en échange de leur départ, obtenant de rendre les armes avec les honneurs.

### Les mesures administratives

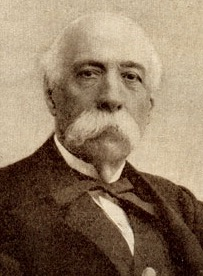
Francesco Crispi.

Afin de satisfaire les attentes de la population, Garibaldi supprime le 19 mai la taxe sur la mouture et demande aux communes d'anticiper les indemnisations des dommages des troupes bourboniennes. Il recueille dans un institut militaire les enfants abandonnés et fait adopter par l'État les orphelins des hommes morts aux combats. Afin d'attirer des volontaires pour la guerre de libération, il établit que les volontaires doivent avoir une part dans la division des terres des domaines communaux.
Sur le plan militaire, Garibaldi décrète la mobilisation générale le 14 mai et constitue la XVe division qu'il nomme l'armée méridionale.
Le 2 juin, Garibaldi forme un gouvernement composé de six ministères, Crispi occupe l'intérieur et les finances. Les actes publics ont pour en-tête « Au nom de Victor-Emmanuel, roi d'Italie », un signal fort pour la bourgeoisie sur la finalité de l'expédition révolutionnaire. Le 6 juin, Cavour, qui craint l'influence républicaine des mazziniens, envoie Giuseppe La Farina sur l'île. Celui-ci tente de prendre le contrôle de la situation au profit du royaume de Sardaigne et s'oppose à Crispi. Il porte des jugements sévères sur Garibaldi et son gouvernement dictatorial, et continue à comploter pour l'annexion immédiate jusqu'au 7 juillet, date de son arrestation et de son expulsion par Garibaldi. Plus consensuel, Agostino Depretis, que Garibaldi nomme pro-dictateur, remplace La Farina. Le 3 août, Depretis fait promulguer dans l'île le Statut albertin comme loi fondamentale et fait prêter aux fonctionnaires le serment de fidélité à Victor-Emmanuel II.
L'absence de réforme agraire, souvent promise mais jamais mise en œuvre, et la misère provoquent, dès août, le soulèvement des paysans. Les propriétaires terriens font appel à Crispi et Garibaldi pour protéger leurs biens. Les nouvelles autorités répriment sévèrement ces mouvements comme l'illustrent les évènements de Bronte : après l'assassinat de plusieurs notables, Bixio fait exécuter sommairement des fauteurs de troubles, ce qui mécontente certains garibaldiens comme Nievo qui affirme que « les garibaldiens tiennent le rôle de carabiniers contre les alliés d'hier ».

### Le soutien de l’opinion nationale et internationale

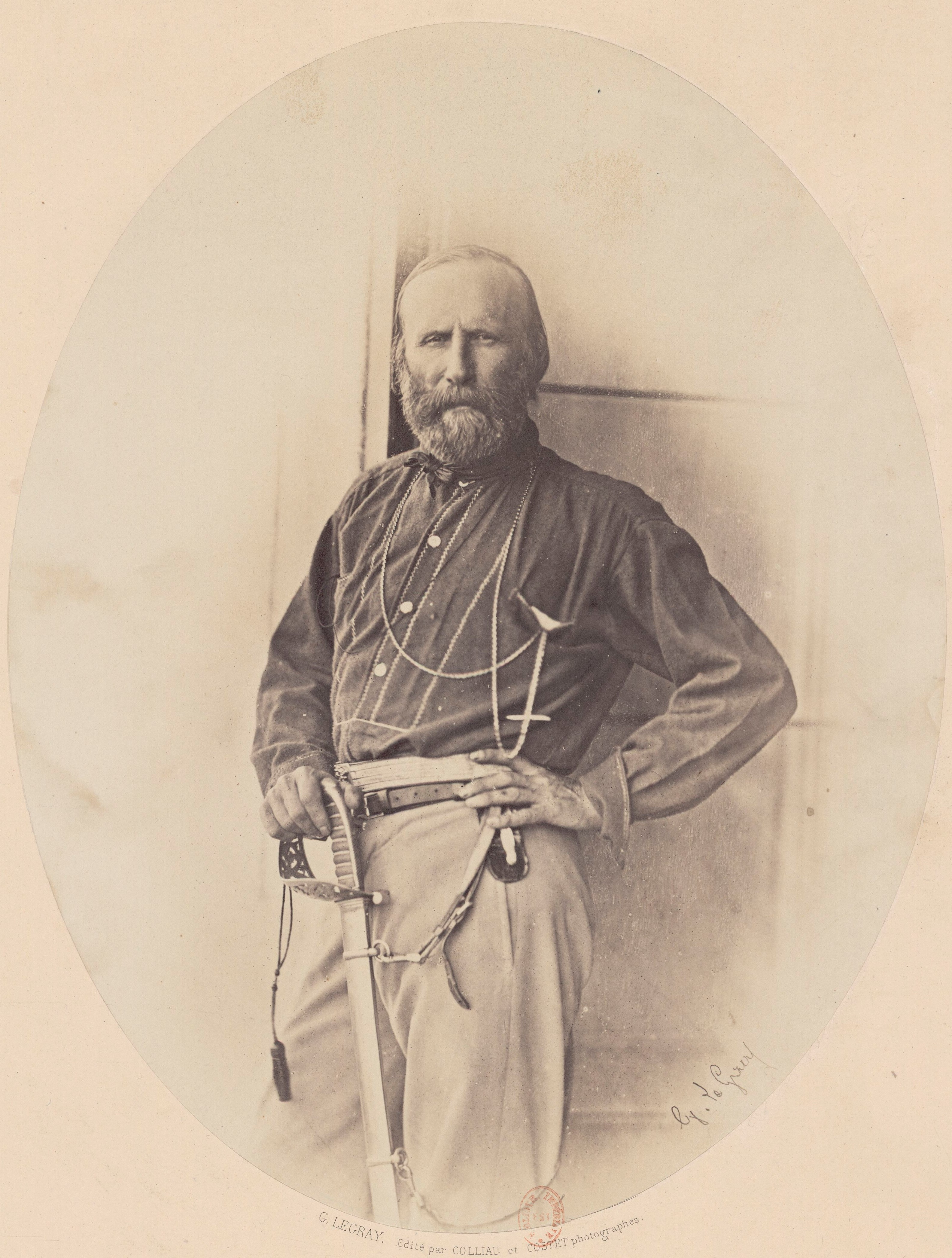
Garibaldi photographié à Palerme, en juin 1860.

Le 21 juin 1860, Garibaldi occupe définitivement la capitale de l'île. La nouvelle se diffuse dans le monde et l'opinion publique prend fait et cause pour l'expédition. Au Royaume-Uni, les ouvriers de Glasgow et de Liverpool offrent des journées de travail afin de soutenir l'expédition. L'Illustration envoie Jules Duvaux comme envoyé spécial et le peintre Durand-Brager est employé par Le Monde illustré. Le Siècle lance un appel pour la récolte de fonds et l'enrôlement de volontaires.
Durant cette période, le port de Palerme devient un carrefour animé où se croisent de nombreux personnages disparates, parmi lesquels les chroniqueurs de nombreux journaux anglais et américains comme Nándor Éber, le correspondant du Times, qui entre dans les Mille avec le grade de colonel.
Parti le 9 mai de Marseille, Alexandre Dumas débarque le 30 mai à Palerme depuis son yacht personnel avec des armes et du champagne. Ami et admirateur de Garibaldi, Dumas organise la propagande de l'expédition auprès des journaux. Il relate la bataille de Calatafimi dans Les Garibaldiens, publié en 1861, et il est aux côtés de Garibaldi le jour de son entrée dans Naples. Il est nommé Directeur des fouilles et des musées, charge qu'il occupe pendant trois ans (1861-1864), mais face au mécontentement des Napolitains, qui acceptent mal qu'un étranger occupe une telle charge, il préfère démissionner et rentre à Paris. Durant la même période, il dirige le journal L'Indipendente auquel collabore le futur fondateur du Corriere della Sera, Eugenio Torelli Viollier.
George Sand et Victor Hugo, alors en exil, soutiennent l'action de Garibaldi. Il en est de même de Karl Marx et de Friedrich Engels. Celui-ci, dans le New York Daily Tribune, considère la conquête de Palerme comme « l'une des entreprises militaires les plus stupéfiantes de notre siècle ».
Des fonds et des volontaires affluent de l'Europe entière, des États-Unis, d'Uruguay et du Chili. Trente-trois Anglais rejoignent Medici et Cosenz, de même que le socialiste Paul de Flotte qui est le seul garibaldien étranger à obtenir, à titre posthume, la médaille des Mille. C'est essentiellement la sympathie envers le personnage de Garibaldi qui provoque cet élan de générosité, alors que les gouvernements réactionnaires, Autriche, Russie, Prusse et Espagne, émettent des protestations auprès du gouvernement sarde, bénéficiaire supposé des événements.
En Italie, de nombreuses associations naissent, qui, unies à la Società Nazionale, permettent l'acquisition de bateaux, d'armes et de munitions pour les prochaines expéditions.

## L’occupation complète de la Sicile

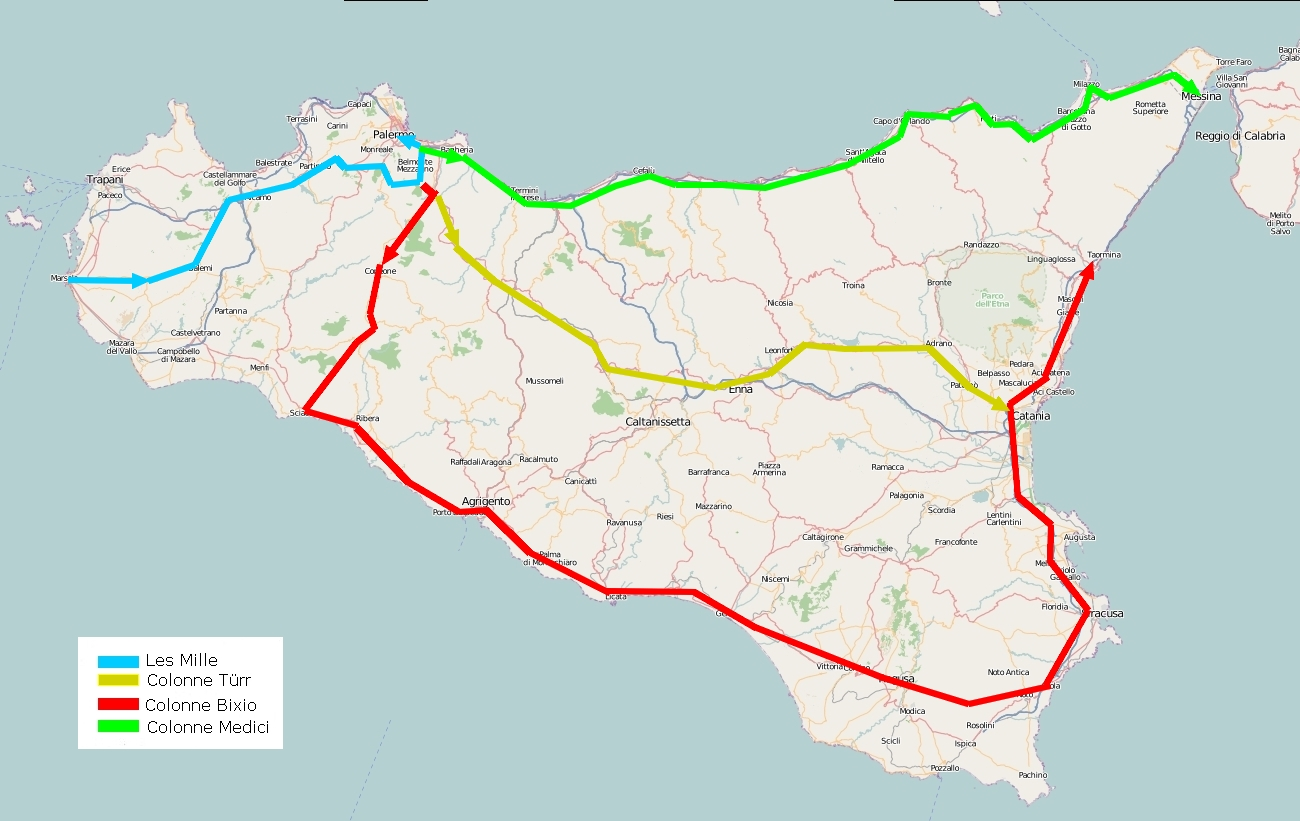
La conquête de l'île.

Les renforts affluent. Le 1er juin, un navire d'approvisionnement, L'Utile, débarque à Marsala avec 89 hommes sous le commandement de Carmelo Agnetta, 1 000 fusils et beaucoup de munitions. Le 7 juin, 1 500 fusils fournis par les Britanniques arrivent de Malte. Le 18 juin, à Castellammare del Golfo, les trois navires de la seconde expédition provenant de Gênes, commandée par le général Giacomo Medici, débarquent environ 3 500 volontaires, 8 000 fusils modernes et des munitions. Les 5 et 7 juillet, 1 800 nouveaux volontaires commandés par Enrico Cosenz débarquent à Palerme, suivis par plusieurs centaines de volontaires, puis de 2 000 Lombards sous le commandement de Gaetano Sacchi le 19 juillet.
Les garibaldiens se réorganisent et, vers la fin juin, ils quittent Palerme afin de terminer la conquête de l'île contre encore 22 000 hommes aux ordres de Tommaso Clary, qui envisage la reconquête de Palerme. Les garibaldiens se partagent en trois colonnes pour la conquête de l'île. La brigade de István Türr (Stefano Türr en italien), commandée par Nándor Éber, avec environ 500 hommes, part vers l'intérieur de l'île ; Bixio, avec environ 1 700 hommes, se dirige vers Catane d'Agrigente ; et Medici, avec Cosenz, aux commandes de la colonne la plus importante, avance le long de la côte septentrionale. Le 7 juillet, un premier affrontement a lieu à Milazzo, alors que le gros de la bataille s'engage le 20 juillet après l'arrivée sur place de Garibaldi. Après d'âpres combats, Naples abandonne la forteresse et, le 24, les troupes bourboniennes s'embarquent sur l'escadre navale venue les évacuer. Les garibaldiens ont perdu 800 hommes ; les bourboniens en ont perdu à peine 150, mais ils ont perdu la Sicile.
Les garibaldiens emmenés par Medici arrivent à Messine le 27 juillet, alors qu'une grande partie des troupes des Bourbons a quitté la ville. Le lendemain, Garibaldi rejoint ses troupes. Medici et le général Tommaso Clary, commandant des troupes des Bourbons, signent un accord qui prévoit l'abandon de Messine par les troupes des Bourbons à condition qu'aucun dommage ne soit causé à la ville et que leur départ pour Naples ne soit pas inquiété. Garibaldi a le champ libre et les soldats bourboniens rembarquent sur le continent. Une petite garnison qui ne tente aucune action belliqueuse reste présente dans la citadelle qui surplombe le port et se rend quelques mois plus tard. Le 1er août, les forteresses de Syracuse et d'Augusta capitulent aussi, concluant la conquête de l'île.

## Opérations sur le continent

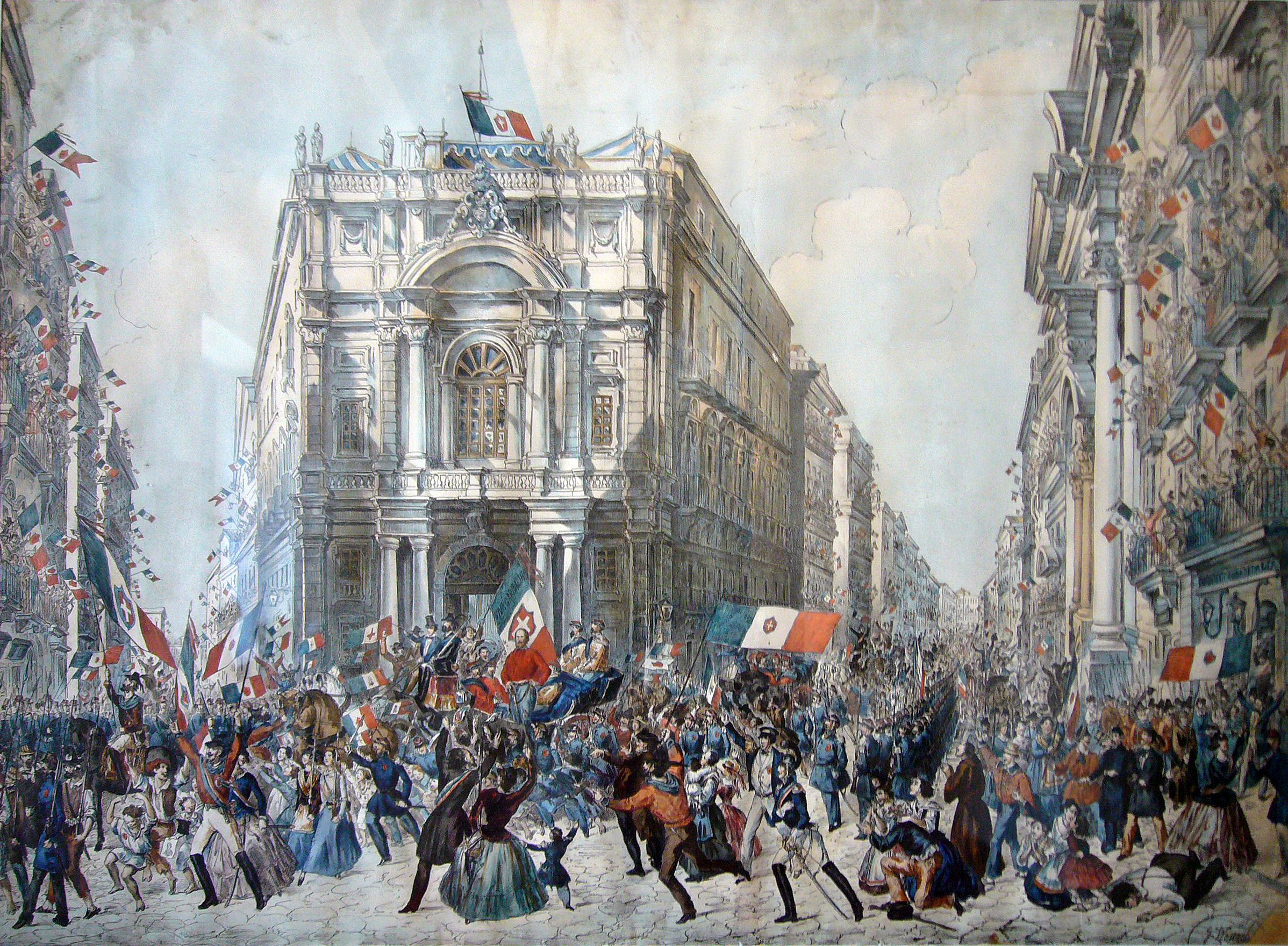
L'entrée de Garibaldi dans Naples, le 7 septembre 1860, sur l'actuelle Piazza 7 settembre.

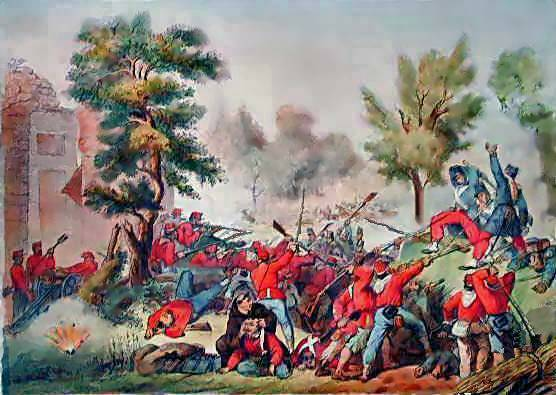
Bataille du Volturno - combats de la Porta Romana, vers Santa Maria Maggiore

### Les opérations militaires
Avec la neutralisation de Messine, Garibaldi commence les préparatifs pour la traversée vers le continent.
Cavour exerce de très fortes pressions pour procéder au plus tôt aux plébiscites en Sicile, car il craint que la neutralité bienveillante de la France ne cesse, mettant fin aux conquêtes réalisées. Le Royaume-Uni, quant à lui, refuse d'empêcher la traversée de Garibaldi, s'opposant ainsi aux visées de la politique italienne de Napoléon III qui souhaite maintenir l'Italie divisée et sous la protection de la France. Victor-Emmanuel II soutient officiellement son premier ministre, mais se montre plus entreprenant en privé : il encourage Garibaldi à poursuivre son expédition. Il lui laisse la décision d'envahir les provinces pontificales des Marches et l'Ombrie, de dissoudre l'armée méridionale après la conquête et lui demande de proclamer l'union à l'Italie, ainsi que de préserver l'armée napolitaine afin de l'unir à celle du Piémont. Il lui fait parvenir 10 000 fusils.
Après plusieurs tentatives, Garibaldi débarque en Calabre le 19 août avec 3 700 hommes. Il choisit un trajet plus long pour éviter les troupes bourboniennes et débarque sur la plage de Melito di Porto Salvo contre l'avis de Cavour, qui interdit désormais aux troupes régulières du Piémont de démissionner pour rejoindre les volontaires garibaldiens. Garibaldi dispose désormais de près de 20 000 soldats face aux 80 000 soldats bourboniens : la partie peut donc s'avérer difficile. Cependant, contre toute attente, il ne rencontre qu'une faible résistance, car des régiments entiers de l'armée des Bourbons se débandent ou passent dans ses rangs. Le 30 août, l'armée des Bourbons, commandée par le général Giuseppe Ghio, est désarmée à Soveria Mannelli et se rend sans combattre à la colonne commandée par Francesco Stocco.
Le 2 septembre, Garibaldi et ses hommes entrent en Basilicate à Rotonda. La Basilicate est la première région de la partie continentale du royaume à se soulever contre les Bourbons, et le passage de Garibaldi se conclut sans problème majeur grâce à l'appui du mazzinien Giacinto Albini et de Pietro Lacava, auteurs de l'insurrection de la Lucana en faveur de l'unité nationale. Le lendemain, Garibaldi traverse en barque la côte de Maratea et regroupe à Lagonegro les hommes qui le suivent ensuite jusqu'à la victoire du Volturno, parmi lesquels Carmine Crocco, par la suite brigand renommé de la période post-unitaire. Le 6 septembre, Garibaldi rencontre Albini à Auletta et le nomme patriote gouverneur de la Basilicate.
Le 5 septembre, François II quitte Naples pour sauver la capitale de la destruction. Conscient de la trahison de ses troupes, il prend la tête de son armée pour défendre le royaume dans la plaine de Volturno, entre les forteresses de Gaète et de Capua. Il laisse ses consignes à l'ex-ministre de la police devenu premier ministre, Liborio Romano. En accord avec les libéraux, ce dernier invite Garibaldi à prendre possession de la ville. Ainsi, le 7 septembre, Garibaldi, presque sans escorte, peut entrer dans la ville, accueilli en libérateur, et prendre possession du royaume. Les troupes des Bourbons encore présentes en nombre et stationnées dans les châteaux n'opposent aucune résistance.
Garibaldi veut en finir avec la monarchie des Bourbons. Du 26 septembre au 2 octobre, la bataille décisive du Volturno a lieu, et les quelque 50 000 soldats bourboniens en sortent vaincus face à des garibaldiens deux fois inférieurs en nombre,,. Les troupes du roi, formées désormais exclusivement d'unités fidèles et emmenées à la bataille par le général Giosuè Ritucci, font preuve de beaucoup de vigueur et d'héroïsme, mettant à mal les garibaldiens, mais sans obtenir le succès escompté en raison du manque de coordination de certaines unités. Les combats se terminent par un statu quo qui constitue, en réalité, une défaite pour le roi.

### L’évolution politique

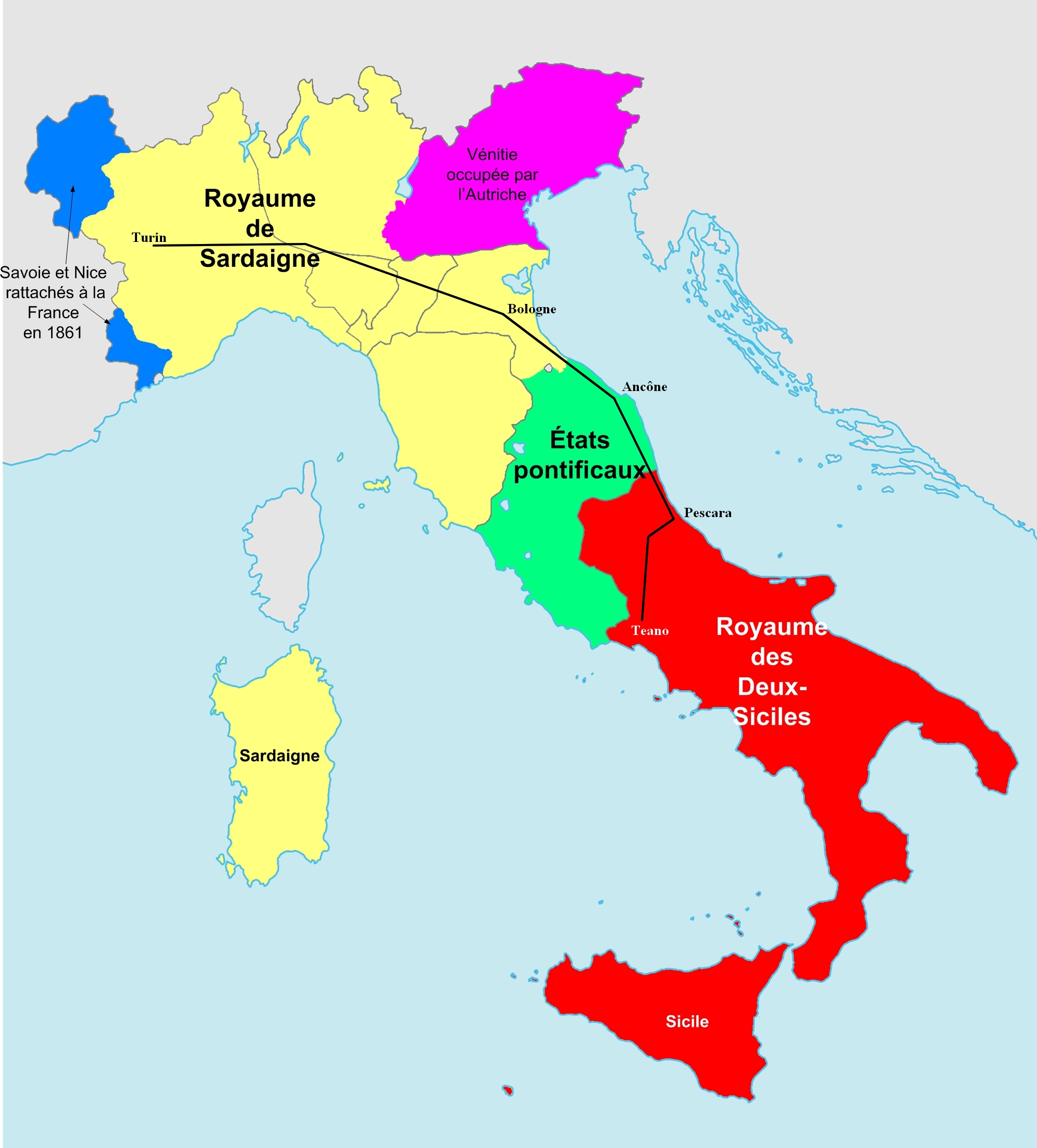
L'opération de Fanti et Cialdini

Deux clans s'affrontent désormais : Garibaldi envisage de poursuivre la conquête sur Rome afin de terminer l'unité de l'Italie, alors que Cavour souhaite au plus tôt l'annexion des territoires conquis. En septembre, par deux fois, Garibaldi réclame à Victor-Emmanuel II le renvoi de Cavour, disant ne pas pouvoir se réconcilier « avec des hommes qui ont humilié la dignité nationale et vendu une province italienne » (référence à la cession de Nice), mais le roi ne cède pas.
Cavour réussit à convaincre Napoléon III du danger que constitue l'entreprise de Garibaldi : si elle se poursuit, les territoires occupés par les chemises rouges pourraient voir la naissance d'une république révolutionnaire susceptible de perturber l'équilibre européen et de menacer le pape. Napoléon III accepte que le Piémont se porte garant de l'ordre et Cavour envoie une armée pour bloquer l'avance des Mille, devenus 50 000. Ainsi, deux régiments piémontais commandés par Manfredo Fanti et Enrico Cialdini entrent par le nord des États pontificaux, les Marches et l'Ombrie, et rencontrent le général Lamoricière qu'ils battent à Castelfidardo, près d'Ancône, le 18 septembre 1860.
À Naples, Garibaldi nomme Bertani, secrétaire de la dictature qui s'oppose à Liborio Romano alors ministre. Le 3 octobre, Pallavicino est nommé pro-dictateur par Cavour, ce qui renforce le camp de l'annexion. Les désaccords s'accroissent entre les deux partis et Pallavicino démissionne tandis que Garibaldi finit par donner son accord pour le plébiscite.

## Le départ de Garibaldi
Le plébiscite pour l'annexion du royaume des Deux-Siciles au royaume de Sardaigne a lieu le 21 octobre. Le 26 octobre, à l'issue de la rencontre de Garibaldi et Victor-Emmanuel II passée à l'histoire sous le nom de « rencontre de Teano » (incontro di Teano), qui a lieu près de la Taverna della Catena, aujourd'hui dans la commune de Vairano Patenora, le roi de Sardaigne dissout l'armée garibaldienne. Le 6 novembre, Garibaldi déploie devant le palais de Caserte 14 000 hommes, 39 canons et 300 chevaux qui attendent de nombreuses heures que le roi les passe en revue, mais en vain. Le lendemain, 7 novembre, le roi fait son entrée dans Naples. Deux jours plus tard, Garibaldi se retire à Caprera après avoir refusé toute récompense.
Les résultats sont massivement en faveur de l'annexion.
| Territoire        | Nombre d'habitants | Inscrits  | En faveur de l'annexion | Contre l'annexion |
| ----------------- | ------------------ | --------- | ----------------------- | ----------------- |
| Royaume de Naples | 6 500 000          | 1 650 000 | 1 302 064               | 10 302            |
| Sicile            | 2 232 000          | 575 000   | 432 053                 | 667               |

## Les conséquences de l’expédition

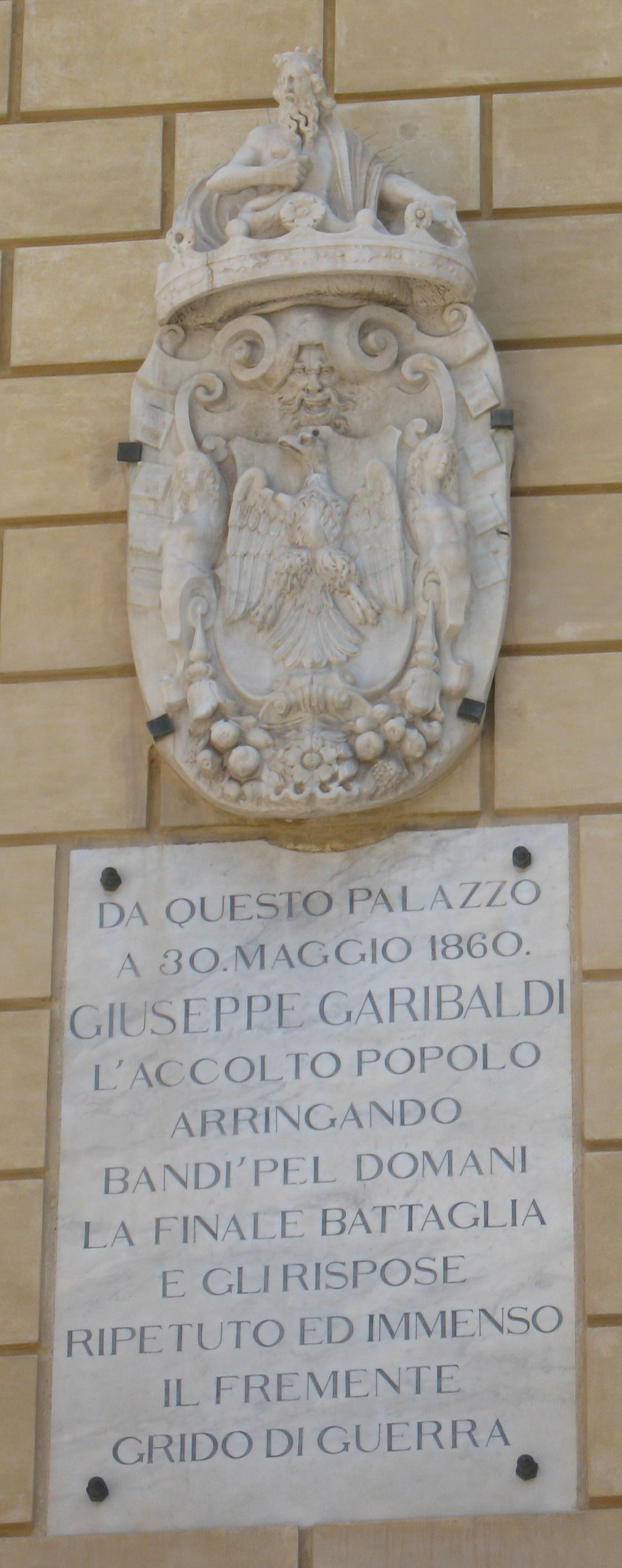
Plaque sur le mur du Palazzo Pretorio de Palerme.

### La proclamation du royaume d’Italie
Après la défaite du Volturno, le roi François II, la reine Marie-Sophie de Bavière et les restes de l'armée des Bourbons se retranchent dans Gaète, le dernier bastion, ainsi que dans les citadelles de Messine et de Tronto. Le siège de Gaète, initié par les partisans le 13 novembre 1860, se conclut le 13 février 1861, et les derniers Bourbons de Naples partent en exil.
Le 17 mars 1861, Victor-Emmanuel II est proclamé roi d'Italie, conservant le chiffre « II ». Le royaume de Sardaigne change son nom en royaume d'Italie.
« L'Italie faite, il faut faire les Italiens » (en italien Fatta l'Italia bisogna fare gli italiani). Cette devise, attribuée par la plupart à Massimo d'Azeglio mais par certains à Ferdinando Martini, met en évidence l'importante et difficile tâche qui attend le gouvernement du jeune royaume. L'Italie est un pays de 22 millions d'habitants très arriéré, aussi bien socialement qu'économiquement. Quatre-vingts pour cent de la population est analphabète et l'économie est presque entièrement basée sur l'agriculture.

### Les répercussions sur les relations diplomatiques
La réprobation des différents États européens culmine avec la participation directe de l'armée sarde à l'expédition. Par réaction, l'Espagne et la Russie rompent leurs relations diplomatiques avec le royaume de Sardaigne, tandis que l'empire d'Autriche, qui n'entretient aucune relation avec ce pays depuis 1859, envoie ses troupes sur la frontière du Mincio. La France n'émet pas de déclaration hostile, mais rappelle son ambassadeur. La reine Victoria et son Premier ministre John Russel convainquent la Prusse de ne pas entraver le processus d'unification italienne en cours. Le 26 octobre, le jour même de la rencontre de Teano entre le roi et Garibaldi, l'Autriche organise un congrès à Varsovie afin d'appliquer des mesures à l'encontre du royaume de Sardaigne, sans résultat ; retenu par cette crise, Cavour ne peut être présent à Teano. L'Autriche, ainsi isolée, n'intervient pas.
Après la création du royaume d'Italie, le Royaume-Uni et la Confédération suisse sont les premiers à reconnaître le nouvel État (30 mars), suivis des États-Unis le 13 avril,. La France négocie la présence des troupes françaises à Rome et reconnaît le royaume d'Italie le 15 juin, peu après la mort de Cavour. C'est ensuite au tour du Portugal, le 27 juin, suivi par la Grèce, l'Empire ottoman et les pays scandinaves. La reconnaissance des Pays-Bas et de la Belgique se fait en deux temps : ils reconnaissent le nouveau titre de Victor-Emmanuel en juillet, puis le royaume en novembre, après un long affrontement entre conservateurs et libéraux au parlement belge pour ce dernier.

### Le sort des combattants
Les officiers des armées de terre et de mer dissoutes du royaume de Deux-Siciles sont autorisés à rejoindre l'armée et la marine du royaume d'Italie en conservant leur grade. En revanche, ceux qui refusent de prêter serment au nouveau roi et restent fidèles à François II sont déportés vers des camps de prisonniers à Alexandrie, San Maurizio Canavese et au fort de Fenestrelle, le plus connu de ces camps, où la plupart des captifs meurent de faim ou de maladie,. D'autres soldats réussissent à prendre le maquis et continuent à se battre pour l'indépendance des Deux-Siciles en s'unissant aux brigands. Contrairement aux officiers bourboniens, le grade des officiers de Garibaldi n'est reconnu que dans de très rares cas, alors que la plupart des commandants de Garibaldi connaissent un rôle important dans l'armée italienne : Nino Bixio, le Napolitain Enrico Cosenz et Giuseppe Sirtori. Même parmi ceux qui ont rejoint Garibaldi pendant l'expédition, la déception est telle pour certains, comme Carmine Crocco, qu'ils embrassent la cause du brigandage.

### Les déçus de l’unité
Au lendemain de l'unité, la plupart des attentes générées par l'expédition des Mille sont déçues par l'État unitaire qui vient de se former, particulièrement en Sicile. Après avoir cru que Garibaldi, qui véhiculait l'image de protecteur des opprimés, allait améliorer leurs conditions de vie, les paysans et les couches les plus pauvres de la population doivent au contraire faire face à des impôts plus élevés et à la conscription obligatoire.
Dans le I Malavoglia de Giovanni Verga apparaît clairement la désillusion suivie de la déception de la population face à la nouvelle Italie unie, à travers les récits de la longue conscription du jeune Ntoni, la mort du jeune Luca lors de la bataille de Lissa et les nouveaux impôts. La déception de ceux qui espéraient que l'unité de l'Italie allait changer le sort du Sud est également racontée dans le roman d'Anna Banti Noi credevamo. Dans le Sud, le mécontentement populaire aboutit au mouvement de résistance appelé brigantaggio, brigandage.
En 1868, Garibaldi écrit une lettre à Adelaide Cairoli dans laquelle il écrit : « Les outrages subis par les populations méridionales sont incommensurables. Je suis convaincu de ne pas avoir fait mal, même si je ne referais pas aujourd'hui le chemin de l'Italie méridionale de peur d'être lapidé, étant celui qui a occasionné seulement misère et suscité seulement de la haine »,.
De nombreux libéraux du royaume des Deux-Siciles qui ont répondu à l'appel à l'unité de l'Italie sont déçus, la situation politique reste en grande partie inchangée alors que le développement en cours de réalisation sous le régime bourbonien prend fin subitement. Le patriote Luigi Settembrini, recteur de l'Université de Naples, dit à ses élèves : « C'est la faute de Ferdinand II. S'il m'avait fait pendre et les autres comme moi, on n'en serait pas là ! » Ferdinando Petruccelli della Gattina exprime aussi ses regrets à l'égard de la négligence de la nouvelle classe politique dans son livre L'Unità d'Italia fatta da delusi e moribondi. Le clergé est déçu, tant par la perte de l'Ombrie et des Marches qui appartenaient aux États pontificaux que par les expropriations fréquentes des biens ecclésiastiques, la suppression des ordres religieux et la fermeture de nombreuses écoles d'utilité sociale.

## Historiographie
L'expédition des Mille est une étape essentielle de l'histoire de l'État italien, et elle a suscité plusieurs controverses historiographiques. Certains historiens voient dans l'entreprise garibaldienne l'origine de phénomènes complexes tels que le brigandage postunitaire, le déséquilibre nord-sud, l'émigration qui était absente dans le sud de l'Italie avant l'unité et la question méridionale.
Certains courants de pensée estiment que l'historiographie traditionnelle a mis en avant une vision hagiographique de l'expédition des Mille, à mettre en relation avec la damnatio memoriae qui a touché la dynastie déchue des Bourbons et la répression violente du brigandage par le nouveau royaume d'Italie. Au cours de la première décennie de l'unité, une véritable guerre civile se déclenche, et la « pacification » des provinces dissidentes exige pas moins de 120 000 soldats, la suspension de droits civiques (loi Pica), l'exercice de représailles sur la population civile, la destruction et le pillage de villages entiers, comme à Pontelandolfo et Casalduni.
Évoquant cette période dans I re d'Italia, l'historien britannique Denis Mack Smith écrit : « La documentation dont nous disposons est tendancieuse et insuffisante […] les historiens se sont montrés réticents, et, dans certains cas, restent soumis à la censure ou à une autocensure imposée ».
Il faut considérer que le brigandage anti-Savoie était presque exclusivement un phénomène lié à l'Italie du Sud, et n'a pas eu lieu dans d'autres Etats annexés par les armes, du centre ou du nord.
Francesco Saverio Nitti, affirme comme le brigandage était un phénomène endémique dans le sud avant l’unification d’Italie : « Chaque partie d'Europe avait des bandits et des criminels, qui, en temps de guerre et de malheur ont dominé la campagne et se mettant hors la loi […] mais il n'y avait qu'un seul pays en Europe où il a toujours existé le banditisme […] un pays où le banditisme depuis plusieurs siècles peut ressembler à un immense fleuve de sang et de haine […] un pays où pendant des siècles la monarchie était fondée sur le banditisme, qui est devenu comme un agent historique, ce pays est l'Italie du Sud »,.
En ce qui concerne la thèse qui voit les brigands du sud comme des partisans de la dynastie des Bourbons ou autrement comme anti-Savoie, on observe que, après le 1870, la fin du brigandage dans le Sud n'a pas été suivie par la naissance d'une organisation anti-Savoie (par exemple l'IRA irlandaise, qui, avec ses activités a réussi en 1922 à atteindre l'indépendance de la plupart des comtés de l'Irlande de la domination britannique).
De même, la thèse qui voit le sud hostile aux Savoies après l'unification de l'Italie, n'explique pas que, lors de la naissance de la République italienne au référendum du 2 Juin 1946, le sud vota massivement en faveur de la monarchie des Savoies, tandis que le nord vota massivement pour la république ; pendant la période 1946-1972, les partis monarchistes (ensuite fusionnés dans le Parti démocratique italien de unité monarchiste (PDIUM)) ont acquis une renommée en particulier dans le Sud et à Naples, où, à l'occasion du référendum de 1946, plusieurs citoyens de Naples sont morts au cours des affrontements entre républicains et monarchistes, et notamment le massacre de la Via Medina, à Naples,.

## Filmographie
Cinéma
- 1934 : 1860, dirigé par Alessandro Blasetti ;
- 1954 : Senso, dirigé par Luchino Visconti ;
- 1960 : Viva L'Italia !, dirigé par Roberto Rossellini ;
- 1963 : Le guépard, dirigé par Luchino Visconti ;
- 1972 : Bronte - cronaca di un massacro che i libri di storia non hanno raccontato, dirigé par Florestano Vancini ;
- 1999 : Briganti, dirigé par Pasquale Squitieri.

Télévision
- 2006 : Eravamo solo mille, de Stefano Reali.